# 天主教帕图斯教区
天主教帕圖斯教區（拉丁語：Dioecesis Patosensis）是巴西一個羅馬天主教教區，屬帕拉伊巴總教區。
教區成立於1959年1月10日，位於帕拉伊巴州中西部，2004年有教友337,600人（佔轄區總人口92.5%）、廿六個堂區、三十名司鐸。現任教區主教為埃拉爾多·比斯波·達席爾瓦。